# Elin Rombo

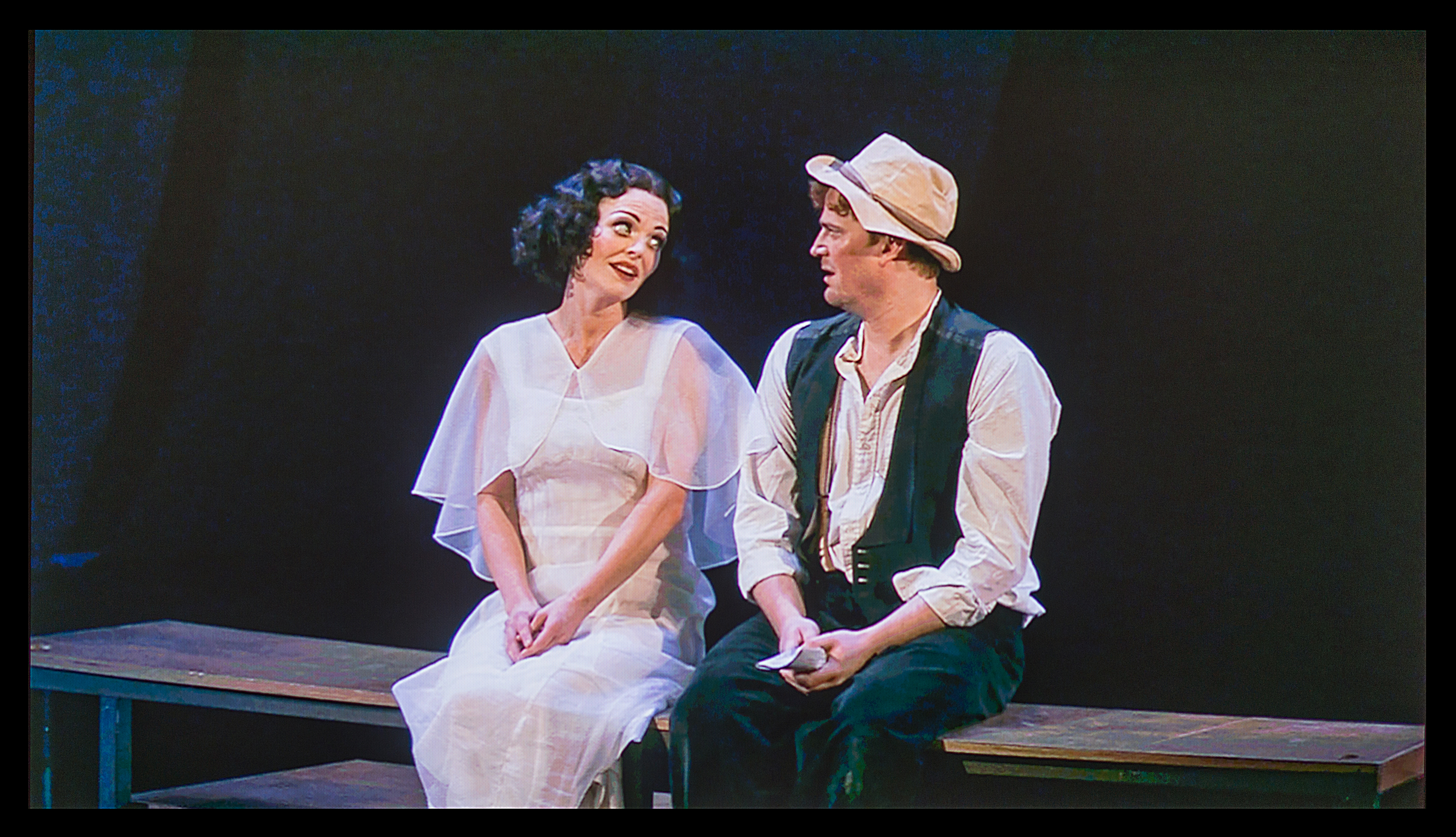
Elin Rombo som Adina och Daniel Johansson som Nemorino i Kärleksdrycken på Göteborgsoperan 2013.

Eva Elin Rombo, född Karlsson 29 januari 1976 i Katrineholms församling, Södermanlands län, är en svensk operasångerska (sopran). Hon utnämndes den 1 november 2013 till hovsångerska.

## Biografi
Elin Rombo växte upp i en musikalisk familj i Katrineholm och gick på estetisk musiklinje på De Geergymnasiet i Norrköping. Hon fortsatte därefter sin sångutbildning i Kanada vid Brandon University och vid Operahögskolan i Stockholm, där hon tog examen 2003. Under studietiden debuterade hon på Kungliga Operan i Stockholm i rollen som Christa i Janáčeks Fallet Makropulos. Hon har sedan sjungit ett flertal klassiska roller internationellt omväxlande med uruppföranden av moderna operor och andra verk. 

### Sverige
Efter examen sjöng hon den kvinnliga huvudrollen, Ingrid, i Lars-Åke Franke-Bloms nyskrivna opera efter Selma Lagerlöfs roman En herrgårdssägen på Värmlandsoperan och Euridice i Offenbach-operetten Orfeus i underjorden på Folkoperan – senare även Pärlfiskarna på denna opera. Vid Kungliga Operan i Stockholm har hon därefter gjort roller som bland annat Barbarina och Susanna i Figaros bröllop, Första damen i Trollflöjten, Frasquita i Carmen, Blanche de la Force i Karmelitsystrarna,  Musetta i La Bohème samt Donna Elvira i Don Giovanni. 
För titelrollen i uruppförandet av Batseba av Sven-David Sandström 2008 fick hon mycket lovord. För att skildra hela Batsebas utveckling skrevs denna titelroll för två sångerskor – en yngre (Elin Rombo) och en äldre (Hillevi Martinpelto). 
Hon har gästat Peter Matteis sommarfestival i Luleå som Zerlina i Don Giovanni med Daniel Harding som dirigent. Sommaren 2011 sjöng hon Adina i Kärleksdrycken i Dalhalla, en roll hon återkom till på GöteborgsOperan 2013.
Hon har gjort konsertturnéer med bland andra Musica Vitae och Des Knaben Wunderhorn.

### Internationellt
Elin Rombo har sjungit ett flertal roller på Frankfurtoperan, bland andra Servilia i Titus mildhet, Clorinda i Askungen, Pamina i Trollflöjten och Corinna i Resan till Reims. Sommaren 2009 gjorde hon sin debut vid Festspelen i Salzburg i den ledande rollen i Luigi Nonos Al gran sole carico d’amore under ledning av Ingo Metzmacher. Sommaren därpå följdes den av uruppförandet av Wolfgang Rihms Dionysos. Dessa överfördes sedan till Staatsoper Berlin, där hon medverkat i flera produktioner, såsom Nattens Drottning i Trollflöjten, The Fairy Queen av Purcell och Kunigunda i Leonard Bernsteins musikal Candide 2014. Hon har också sjungit i Arthur Honeggers oratorium Jeanne d'Arc på bålet i Salzburg. 2010 medverkade hon även som Timante i Händels Floridante vid Händelfestivalen i Halle. Senare blev det konsertturné med Orphei Drängar till Japan, Kina och Singapore.
Hon var 2010 solist i Brahms Ein deutsches Requiem med Chicago Symphony Orchestra, dirigerad av Riccardo Muti och i Schuberts Mässa i G-dur dirigerad av Riccardo Muti i Paris. 2012 blev det Mozarts Requiem med Sir Colin Davis vid festivalen i Saint-Denis. Samma år sjöng hon också huvudrollen Agnès i George Benjamins Written on Skin på Nederlandse Opera i Amsterdam.

### Vid högtidligheter
Elin Rombo har ett flertal gånger framträtt i SVT, till exempel som solist vid prinsessan Estelles dop, vid prins Oscars dop, vid Riksdagens jubileumskonsert för kung Carl XVI Gustafs firande av 40 år på tronen i Stockholms Konserthus och vid utdelningen av Polar Music Prize 2014. Hon medverkade också som solist vid nobelprisutdelningen 2014 och 2022.

### Privatliv
Rombo är sedan 2017 gift med violinisten Anders Kjellberg Nilsson. Hon har tre barn.

## Priser och utmärkelser
- 1999 – Jenny Lind-stipendiet
- 2003 – Bernadottestipendiet

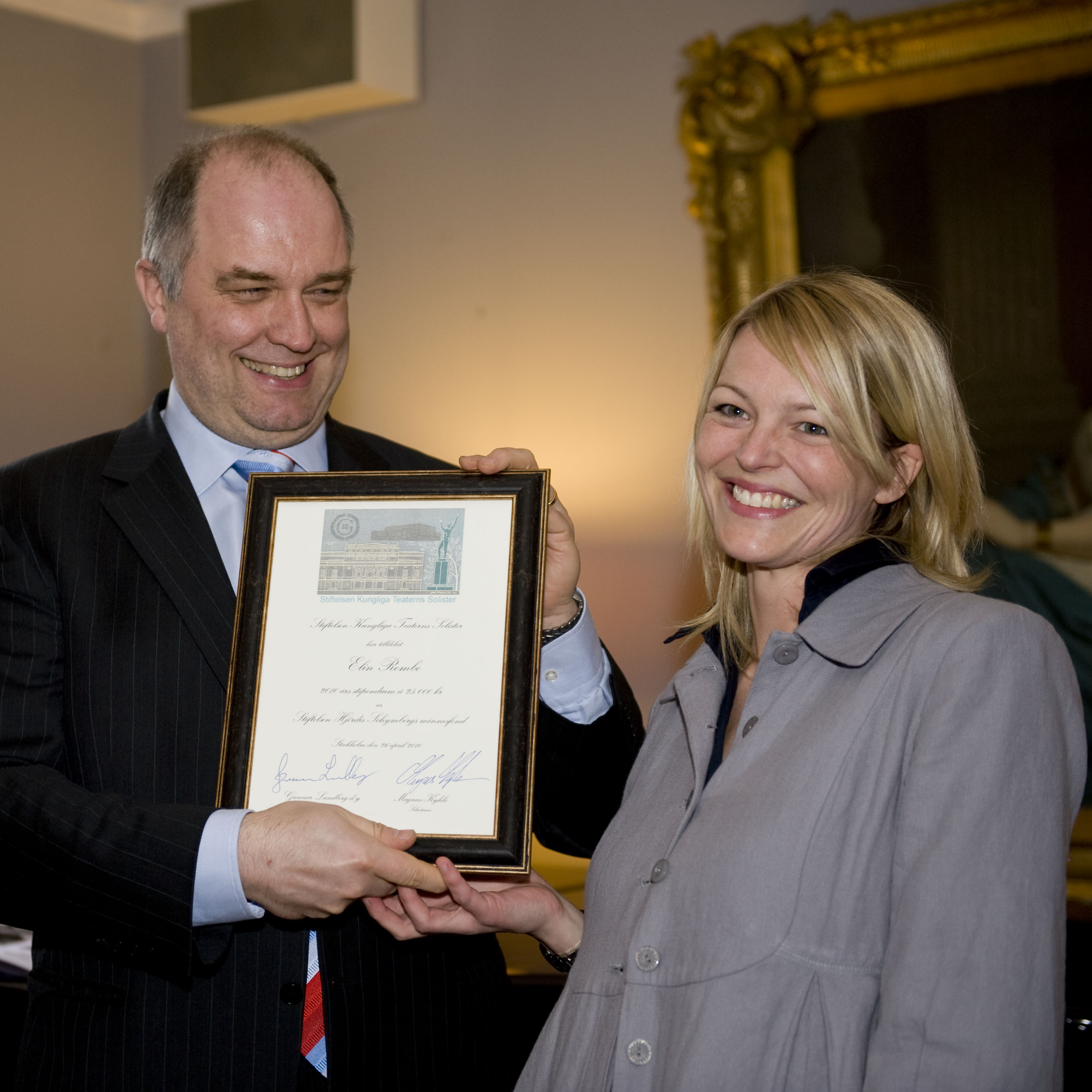
Elin Rombo mottar 2010 Hjördis Schymberg-stipendiet av Gunnar Lundberg.

- 2010 – Såstaholms pris till Höstsols minne, ett film- och scenkonstpris som utdelas av Såstaholm Hotell & Konferens, tidigare pensionat Höstsol.
- 2010 – Hjördis Schymberg-stipendiet[7]
- 2011 – Birgit Nilsson-stipendiet
- 2013 - Hovsångerska[8]
- 2015 – Operapriset av Tidskriften OPERA[9]
- 2016 – Litteris et Artibus
- 2017 – Ledamot av Kungliga Musikaliska Akademien
- 2021 – Svenska Dagbladets operapris[10]

## Diskografi
- Fürstin Ninetta i Johann Strauss den yngres, Furstin Ninetta, Stockholm Strauss Orchestra. Dir. Valéria Csányi. Naxos 8.660227-28. (2 cd).
- 2nd high soprano i Wolfgang Rihms Dionysos, Deutsches Symphonie-Orchester Berlin. Dir. Ingo Metzmacher. DVD. Euro Arts 2072608.